# Zhang Jun (badminton)
Dans ce nom chinois, le nom de famille, Zhang, précède le nom personnel.
Pour les articles homonymes, voir Zhang Jun.
Zhang Jun, né le 26 novembre 1977 à Suzhou en Chine est un ancien joueur professionnel de badminton spécialiste du double.

## Carrière
S'il détient quelques titres internationaux en double hommes avec son compatriote Zhang Wei, c'est surtout en double mixte qu'il gagne la majorité de ses titres. Avec sa partenaire Gao Ling, il remporte deux médailles d'or consécutives aux Jeux olympiques d'été de 2000 et 2004 et devient champion du monde en 2001. Zhang remporte également de nombreux titres avec Gao en tournois internationaux dont trois victoires aux prestigieux Open d'Angleterre.

## Palmarès

### Compétitions internationales individuelles
| Rang                    | Catégorie     | Partenaire | Année | Lieu                    |
| ----------------------- | ------------- | ---------- | ----- | ----------------------- |
| Jeux Olympiques :       |               |            |       |                         |
| 1                       | Double mixte  | Gao Ling   | 2000  | Sydney, Australie       |
| 1                       | Double mixte  | Gao Ling   | 2004  | Athènes, Grèce          |
| Championnats du monde : |               |            |       |                         |
| 3                       | Double hommes | Zhang Wei  | 1999  | Copenhague, Danemark    |
| 1                       | Double mixte  | Gao Ling   | 2001  | Séville, Espagne        |
| 2                       | Double mixte  | Gao Ling   | 2003  | Birmingham, Royaume-Uni |